# Питерс, Джим
Джим Питерс (англ. James Henry Peters; 24 октября 1918, Хакни, Большой Лондон — 9 января 1999, Саутенд-он-Си, Восточная Англия) — британский легкоатлет, который специализировался в марафоне. За время выступлений 4 раза устанавливал мировой рекорд в марафоне.
На летних Олимпийских играх 1948 года выступал в беге на 10 000 метров, где занял 8-е место. На летней Олимпиаде 1952 года бежал марафон, но не смог закончить дистанцию. Победитель Энсхедского марафона 1953 года — 2:19.22. Чемпион Великобритании 1946 года в беге на 6 миль, а также в марафоне в 1951, 1952, 1953 и 1954 годах.

## Мировые рекорды
- 14 июня 1952 Политехнический марафон — 2:20.43
- 13 июня 1953 Политехнический марафон — 2:18.41
- 4 октября 1953 Марафон Турку — 2:18.35
- 26 июня 1954 Политехнический марафон — 2:17.40